# Simon Boulerice
Pour les articles homonymes, voir Boulerice.
Simon Boulerice, né à Saint-Rémi le 15 février 1982, est un comédien, dramaturge, metteur en scène, poète et romancier québécois, auteur de nombreux romans, pièces de théâtre  et ouvrages de littérature d'enfance et de jeunesse.

## Biographie
Il étudie la littérature au Cégep de Saint-Laurent et à l'Université du Québec à Montréal, puis l'interprétation théâtrale au Cégep Lionel-Groulx (promotion 2007).
Il est l'auteur des pièces de théâtre Simon a toujours aimé danser (prix de la création Fringe 2007, solo de l'année LGBT 2007), Qu'est-ce qui reste de Marie-Stella? (publiée chez Dramaturges Éditeurs 2009) et Martine à la plage (2010). Il a aussi publié un premier roman, Les Jérémiades, paru aux Éditions Sémaphore en 2009, ainsi qu'un recueil de poésie, Saigner des dents, lauréat du prix Piché 2009.
Son deuxième roman, Javotte (2012) est lauréat du Prix des lecteurs émergents de l'Abitibi-Témiscamingue (2013).
En 2013, son roman jeunesse Jeanne Moreau a le sourire à l’envers fait partie de la sélection « The White Raves » 2014 de la Bibliothèque internationale pour la jeunesse, et est finaliste au Prix jeunesse des libraires du Québec.
Son roman jeunesse Edgar Paillettes est lauréat du Prix jeunesse des libraires du Québec 2014.
Florence et Léon est finaliste du Prix du Gouverneur général 2016 pour les illustrations de Delphie Côté-Lacroix, dans la catégorie littérature jeunesse de langue française - illustration.
Simon Boulerice a participé au premier salon de littérature jeunesse du Nord-Ouest américain, Litt. Jeunesse,, organisé à Seattle par l’association Made in France en 2021 et a fait l'objet d'un article dans le magazine trimestriel le Mag’ fr@ncophone.
En septembre 2022, Boulerice reçoit un accueil favorable par la critique pour le scénario de la série Chouchou, diffusée sur Noovo. La série Chouchou met en scène Évelyne Brochu, qui joue le rôle de Chanelle Chouinard (une enseignante de 37 ans) et Lévi Doré, qui joue le rôle de Sandrick (un élève de 17 ans). Les deux personnages vivent une histoire d'amour interdite et font face à de nombreux défis liés à l'illégalité de leur relation. En février 2024, Simon Boulerice a été annoncé comme participant à l’adaptation québécoise de la téléréalité Big Brother Célébrités.

## Œuvre

### Romans
- Les Jérémiades, Éditions Sémaphore, 2009
- Javotte, Éditions Leméac, 2012 ; réédition, Éditions Leméac, coll. « Nomades » no 133, 2015
- Le Premier qui rira, Leméac, 2014
- Géolocaliser l'amour, Les Éditions de Ta Mère, 2016
- Pleurer au fond des mascottes, Éditions Québec Amérique, 2020

### Littérature d'enfance et de jeunesse
- Être un héros : des histoires de gars, Montréal, La Courte Échelle, 2011 (ouvrage collectif - La nouvelle de Boulerice s'intitule Ce que Mariah Carey a fait de moi)
- Nancy croit qu'on lui prépare une fête, Éditions Poètes de brousse, 2011
- Martine à la plage, bande-dessinée, La Courte Échelle, 2012
- Jeanne Moreau a le sourire à l'envers, roman jeunesse, Éditions Leméac, 2013
- Un verger dans le ventre, album illustré, La Courte Échelle, ill. Gérard DuBois, 2013
  - réédition : Un pommier dans le ventre, album, illustré par Gérard DuBois, Grasset, 2014
- M'as-tu vu ? (01) Hors champ, roman jeunesse, Éditions les Malins, 2013
- Les Monstres en dessous, roman jeunesse, Éditions Québec Amérique, 2013
- La tempête est bonne, roman jeunesse, Éditions les Malins, 2014
- Edgar Paillettes, roman jeunesse, Éditions Québec Amérique, 2014
- Albert 1er le roi du rot, album, Les Éditions de la Bagnole, 2014
- Victor, roman jeunesse, Les Éditions de la Bagnole, 2015
- Paysage aux néons, roman jeunesse, Éditions Leméac, 2015
- Plus léger que l'air, roman jeunesse, Éditions Québec Amérique, 2015
- L'Enfant mascara, roman jeunesse, Éditions Leméac, 2016
- Les Onze Ans fulgurants de Pierre-Henri Dumouchel, roman jeunesse, Bayard Canada, 2016
- Simon est capable, premières lectures, Éditions FonFon, 2016
- Les Règles de Simon, premières lectures, Éditions FonFon, 2016
- Les Rimes de Simon, premières lectures, Éditions FonFon, 2016
- Simon la carte de mode, premières lectures, Éditions FonFon, 2016
- Florence et Léon, ill. Delphie Côté-Lacroix, album, Éditions Québec Amérique, 2016
- Un ami lumineux, album. La Courte échelle, 2017
- Mon cœur pédale, album, ill. d'Émilie Leduc, La Pastèque, 2017
- Le Précieux Plâtre de Samuel, Bayard, 2017
- Le Dernier qui sort éteint la lumière, roman jeunesse, Éditions Québec Amérique, 2017
- La Gardienne du musée, album, Les Éditions de la Bagnole, 2018
- Je t'aime beaucoup cependant, roman jeunesse, Éditions Leméac, 2018
- Le Pelleteur de nuages, album, La Courte Échelle, ill. de Josée Bisaillon, 2018
- L'Abri le plus sûr, roman jeunesse, Bayard, ill. Mathieu Benoit, 2019
- L'éclat de ma transparence, roman jeunesse, Éditions du Parc d'en face, 2019
- Au beau débarras: la mitaine perdue, album, ill. de Lucie Crovatto, Éditions Québec Amérique, 2019
- Je vais à la gloire, album, ill. d'Ève Patenaude, Éditions Québec Amérique, 2020
- Les enfants à colorier, album, ill. de Paule Thibault, Éditions FonFon, 2020
- La grève des câlins, album, ill. de Francis-William Rhéaume, Les Éditions de la Bagnole, 2020
- Au beau débarras: La flûte désenchantée, album, ill. de Lucie Crovatto, Éditions Québec Amérique, 2021
- Chercher et trouve avec Simon: À l'école, album, ill. d'Alice Lemelin, Éditions Victor et Anaïs, 2021
- Veiller sur les brigadiers scolaires, poésie jeunesse, La Courte Échelle, 2021

### Théâtre
- La Condition triviale, Réseau intercollégial des activités socioculturelles du Québec, 2005
- Simon a toujours aimé danser, théâtre jeunesse, 2006
- Qu'est-ce qui reste de Marie-Stella ?, théâtre jeunesse, Dramaturges Éditeur, 2009
- Éric n'est pas beau, théâtre jeunesse, École des Loisirs, 2011
- Martine à la plage, Éditions La Mèche, 2012 (version pour la scène)
- Les Mains dans la gravelle, théâtre jeunesse, Éditions de la Bagnole, 2012
- Danser a capella, recueil de monologues, Éditions de Ta Mère, 2012
- Pig, théâtre, Éditions Leméac, 2014
- Peroxyde, théâtre, Éditions Leméac, 2014
- Edgar Paillettes, théâtre jeunesse, Lansman éditeur, 2015 (version théâtrale du roman jeunesse éponyme)
- Tu dois avoir si froid, théâtre jeunesse, Lansman éditeur, 2017
- Ta maison brûle, Éditions de Ta Mère, 2019

### Poésie
- Poèmes du lendemain 18, Trois Rivières, Écrits des Forges, 2009 (en collaboration avec Valérie Forgues)
- Nancy croit qu'on lui prépare une fête, Éditions Poètes de Brousse, 2011
- La Sueur des airs climatisés, Éditions Poètes de Brousse, 2013
- Les garçons courent plus vite, Éditions La Courte échelle, 2015

### Télévision
- Six degrés (2021)
- Géolocaliser l'amour (2022) (websérie)
- Chouchou (mini-série) (2022)
- Martine à la plage (2022) (websérie)

### Autres
- Procès-verbal : (les affaires en découlant), Éditions Poètes de brousse, 2017
- Moi aussi j'aime les hommes, Stanké, 2017 (en collaboration avec Alain Labonté)
- Campagne Écrire, ça libère ! par Amnistie internationale, 2021 [14]

## Prix et distinctions
- Prix jeunesse des libraires du Québec 2014[5] pour Edgar Paillettes
- Finaliste du Prix du Gouverneur général 2016[6] pour les illustrations de Delphie Côté-Lacroix de son ouvrage Florence et Léon, dans la catégorie littérature jeunesse de langue française - illustration.
- En 2017, finaliste du Prix Espiègle[15] et du Prix Alvine-Bélisle, ainsi que gagnant du Combat aux mots pour L'enfant mascara[16].
- Président d'honneur du 39e Salon du livre de l'Outaouais en 2018[17].
- Finaliste du Prix du Gouverneur général 2019 en tant qu'auteur pour Le pelleteur de nuages (illustré par Josée Bisaillon), dans la catégorie Littérature jeunesse de langue française – livres illustrés[18].
- prix des gémeaux 2023: meilleur texte: série dramatique - Chouchou[19]